# Metamaus
Metamaus é um livro de Art Spiegelman, publicado originalmente nos Estados Unidos pela Random House/Pantheon Books em 2011. O livro tem como ponto principal uma entrevista com Art Spiegelman, autor de Maus, conduzida por Hillary Chute. Também contém entrevistas com sua esposa e filhos, esboços, fotografias, árvores genealógicas, obras de arte diversas e um DVD com vídeo, áudio, fotos e uma versão interativa de Maus. Também contém documentos como as cartas de rejeição que Spiegelman recebeu de grandes editoras antes que a Pantheon lhe desse um contrato.
Metamaus ganhou o National Jewish Book Award em 2011 na categoria de melhor biografia e o Eisner Award de 2012 na categoria de melhor livro sobre quadrinhos. A edição brasileira, publicada pela Companhia das Letras, ganhou em 2023 o Troféu HQ Mix de melhor projeto editorial.